# James Alexander (Mathematiker)

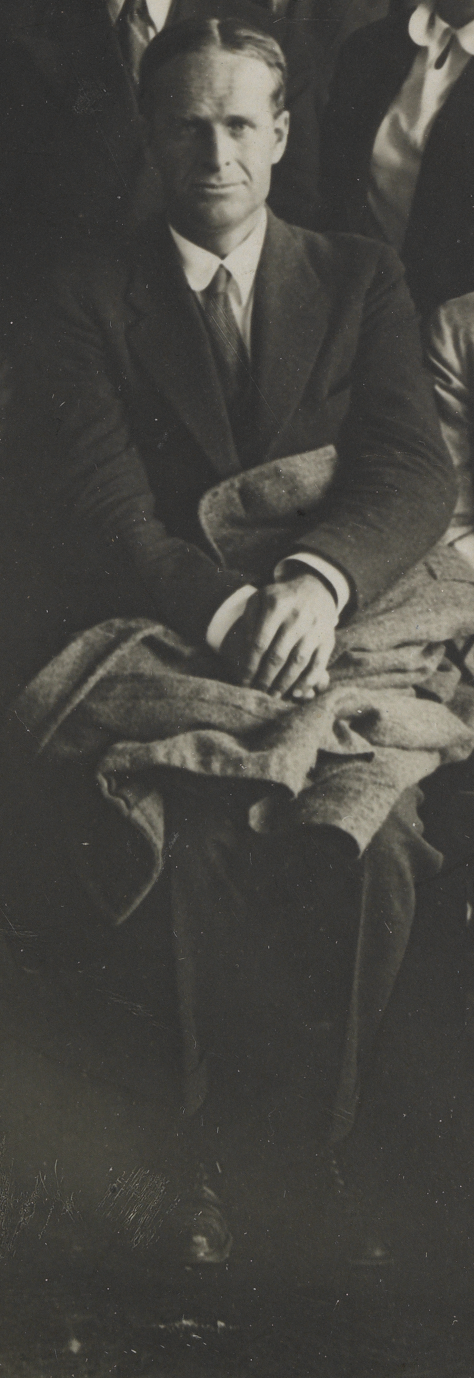
Alexander auf einer Topologie-Konferenz in Moskau 1935

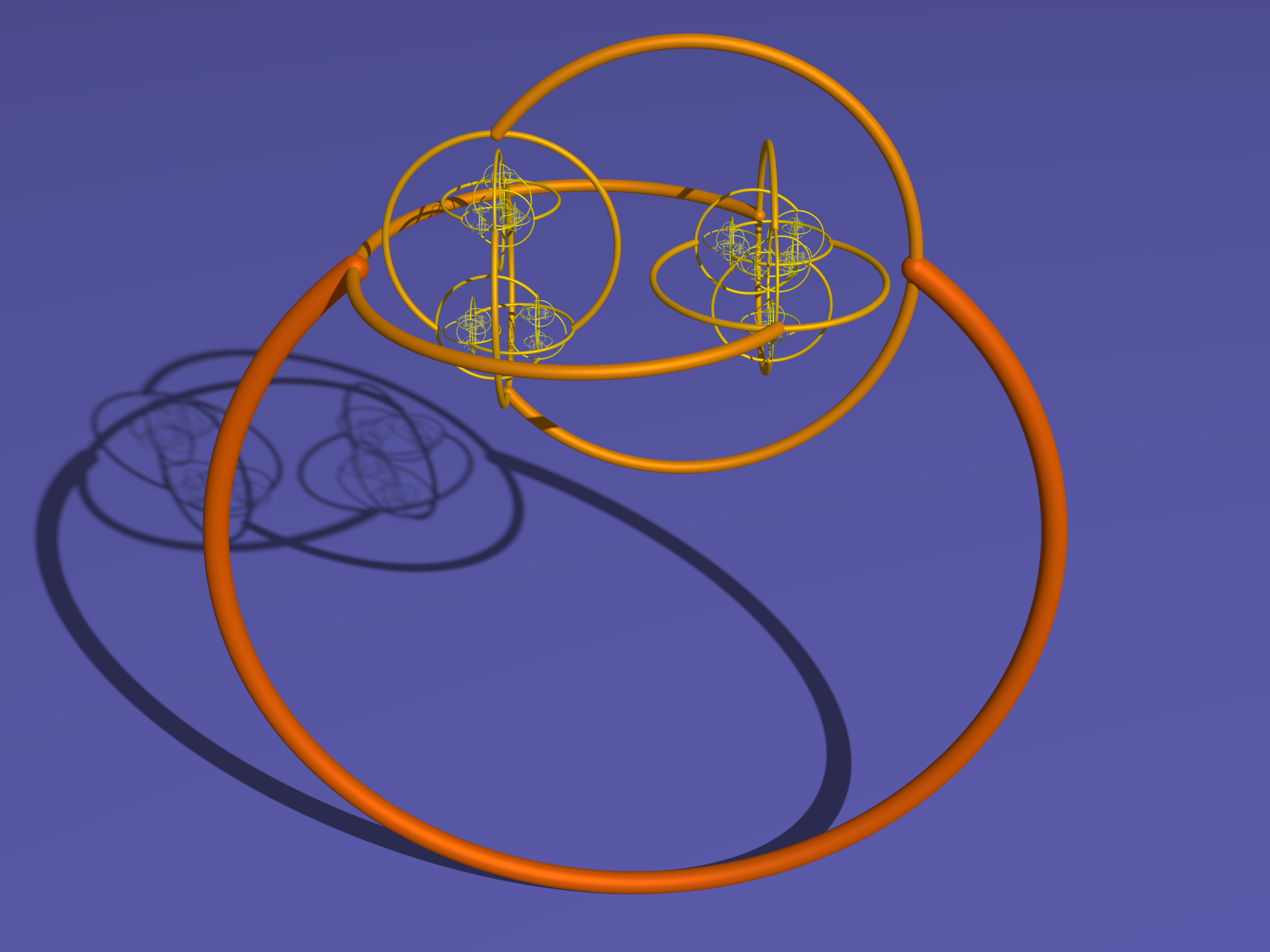
Alexanders gehörnte Sphäre

James Waddell Alexander II (* 19. September 1888 in Sea Bright, New Jersey; † 23. September 1971 in Princeton (New Jersey)) war ein bedeutender Topologe, Professor an der Princeton-Universität und eines der ersten Mitglieder des Institute for Advanced Study.

## Leben
Alexander stammte aus einer alteingesessenen und wohlhabenden Princeton-Familie. Unter seinen Vorfahren väterlicherseits waren bedeutende presbyterianische Geistliche, darunter der erste Leiter des Princeton Theological Seminary Archibald Alexander, nach dem eine Straße und Gebäude in Princeton benannt wurden. Er war das einzige Kind des Porträtmalers John White Alexander und seiner Frau Elizabeth. Sein Großvater mütterlicherseits (ebenfalls mit Namen James Waddell Alexander) war der Präsident einer bedeutenden Lebensversicherungsgesellschaft (Equitable Life Assurance Society). 1917 heiratete Alexander die Russin Natalia Levitzkaja, mit der er einen Sohn und eine Tochter hatte. Sein gesellschaftliches Prestige und sein Bekanntenkreis, zu dem viele angesehene Geschäftsleute zählten, ging weit über das der übrigen Princetoner Professoren hinaus.
Alexander studierte in Princeton Mathematik und spezialisierte sich auf Topologie. 1910 erhielt er seinen Bachelor-Abschluss, 1911 seinen Master-Abschluss und 1915 wurde er bei Oswald Veblen promoviert (Functions which map the interior of the unit circle upon simple regions). Zuvor war er ab 1912 zum Studium in Europa (in Paris und Bologna). 1915 wurde er Instructor (wie schon 1911/12) und 1916 Lecturer in Princeton. Im Ersten Weltkrieg war er als Leutnant und zuletzt als Hauptmann beim US Army Ordnance Office im Aberdeen Proving Ground (dem neu gegründeten Testgelände für Ballistik der US Army in Maryland). Er wurde 1920 Assistant Professor, 1926 Associate Professor und 1928 Professor an der Princeton University. Alexander prägte, zusammen mit Oswald Veblen, Solomon Lefschetz und anderen, die Entwicklung der Topologie in den USA in der Ära vor dem Zweiten Weltkrieg. 1933 gehörte er zu den ersten Mitgliedern des Institute for Advanced Study in Princeton, an dem er bis 1947 Professor war. 1951 wurde er emeritiert. Da er nach einem Erbe Millionär war, verzichtete er auf eine Bezahlung am Institut. Er hielt einen Plenarvortrag, Some Problems in Topology, auf dem Internationalen Mathematikerkongress 1932 in Zürich. Auch im Zweiten Weltkrieg war er wieder (als Zivilist) in militärischer Forschung tätig.
Alexander war ein passionierter Bergsteiger, der Alexander's Chimney, im Rocky-Mountain-Nationalpark wurde nach ihm benannt. Er galt sogar als einer der herausragenden amerikanischen Bergsteiger seiner Generation. Bis 1937 verbrachte er regelmäßig seinen Urlaub in Chamonix in den Alpen, wo er viel kletterte, manchmal mit seiner Frau und Studenten (wie Hassler Whitney und Leon Cohen). In Princeton pflegte er regelmäßig am Universitätsgebäude (Fine Hall) in sein Arbeitszimmer zu klettern. Ein weiteres Hobby war Tanzen (Tango) und Limericks. Nach dem Tod seiner Frau 1967 ließ seine Gesundheit nach (schon davor war er einmal an Polio erkrankt, was bleibende Schäden hinterließ). Gegen Ende seines Lebens begeisterte er sich für Amateurfunk.
Ab 1948 zog er sich immer mehr zurück und gab seine Professur am IAS auf, obwohl er sein Arbeitszimmer behielt. 1951 ging er ganz in den Ruhestand und verschwand völlig aus der Mathematikerszene. I. M. James erinnerte sich, dass er versuchte Alexander für das Festsymposium zum Ruhestand seines langjährigen Kollegen in Princeton Solomon Lefschetz 1953 einzuladen: Alexander sagte zunächst zu (er würde allerdings nirgendwo hingehen, wo eine Menschenmenge wäre), erschien dann aber doch nicht. Alexander war ein bekennender Sozialist und er wurde von Joseph McCarthys Anhängern misstrauisch beobachtet. Seine letzte öffentliche Handlung war die Unterzeichnung einer Solidaritätsadresse für Robert Oppenheimer im Jahre 1954.
1936 hielt er die Rouse Ball Lecture an der Universität Cambridge. 1947 wurde er Ehrendoktor der Princeton University. 1928 wurde er Mitglied der American Philosophical Society und 1930 der National Academy of Sciences. 1933/34 war er Vizepräsident der American Mathematical Society.

## Werk
J.W. Alexander war ein Pionier der Algebraischen Topologie. Er formte die Homologietheorie auf den Grundlagen Henri Poincarés aus und darauf aufbauend die Kohomologietheorie (um 1936, unabhängig von Andrei Kolmogorow). 1928 erhielt er für diese Leistung den Bôcher Memorial Prize. Alexander-Spanier-Kohomologie wurde von ihm 1935 eingeführt und 1948 von Edwin Spanier ausgebaut. Die Alexander-Dualität wurde von ihm 1915 eingeführt in einer Untersuchung zum Jordan-Brouwer-Zerlegungssatz. Sie machte eine Aussage über die Beziehung der Bettizahlen (Dimensionen der Homologiegruppen) einer Mannigfaltigkeit und von deren Komplement. Sie wurde 1927 von Pawel Alexandrow und 1934 von Lew Pontrjagin weiterentwickelt und in der Spanier-Whitehead-Dualität verallgemeinert.
Dann legte er Grundlagen für die Knotentheorie. Er fand die nach ihm benannte Alexander-Invariante, welche ein Modul ist, der durch die Homologie der Zyklischen Überlagerung des Knotenkomplements vorgegeben wird, und schließlich 1928 die erste polynomielle Knoteninvariante, die heute als Alexander-Polynom bezeichnet wird.
Zusammen mit Garland Briggs fand er zudem eine Beschreibung der Knoteninvarianten auf Grundlage von Translationen und Manipulationen von Knotendiagrammen, später Reidemeister-Bewegungen genannt nach Kurt Reidemeister, der sie unabhängig fand.
1924 führte er Alexanders gehörnte Sphäre ein, ein pathologisches topologisches Objekt. Sie wird erzeugt, indem man einen Torus radial aufschneidet und an die beiden Schnittflächen einen neuen punktuierten Torus anheftet und damit unendlich oft fortfährt. Die Alexander-Sphäre selbst ist topologisch eine 3-Kugel, ihr Komplement ist aber nicht einfach zusammenhängend, sondern sehr komplex. Man kann sie als „wilde“ Art von Einbettung einer Sphäre in den dreidimensionalen euklidischen Raum betrachten die zu einer Sphäre minus einer Cantor-Menge führt. Die Alexander-Sphäre ist ein Gegenbeispiel zur Möglichkeit der Verallgemeinerung des Satzes von Schönflies auf mehr als zwei Dimensionen. Alexander bewies allerdings, dass sich der Satz von Schoenflies für glatte oder stückweise lineare Einbettungen auf drei Dimensionen erweitern lässt (sie liefert damit ein frühes Beispiel der Unterscheidung der Kategorie topologischer Räume und stückweise linearer bzw. differenzierbarer Mannigfaltigkeiten).
Vor 1920 leistete er auch bedeutende Beiträge zur Theorie algebraischer Flächen und zu Cremona-Transformationen.
Alexanders Vorlesungen galten in Princeton unter Mathematikern als herausragend.

### Namensgeber
- Alexander-Sphäre
- Alexander-Polynom
- Alexander-Spanier Kohomologie
- Alexander Dualität
- Satz von Alexander (Knotentheorie)
- Satz von Alexander (Mengentheoretische Topologie)